# Гинекомастия
Гинекомастия (от гръцки: γῠνή – жена и μαστός – гърда) е доброкачествено увеличение на млечната железа при мъжете с хипертрофия на жлезите и мастната тъкан. В периода на полово съзряване често възниква болезнено уплътнение на млечните жлези, което след това самопроизволно изчезва. Размерът на увеличаване на гръдната железа може да бъде различен – от 1 до 10 cm, най-често 4 cm. Външно увеличената гръдна железа изглежда като малки женски гърди. Лекува се оперативно.